# The Heart of Humanity
The Heart of Humanity er en amerikansk stumfilm fra 1918 af Allen Holubar.

## Medvirkende
- Dorothy Phillips som Nanette
- William Stowell som John Patricia
- Robert Anderson som Paul Patricia
- Walt Whitman som Michael
- Margaret Mann